# Revista Moderna
Revista Moderna: publicação quinzenal illustrada (1897 – 1899) foi uma revista dirigida e financiada por Martinho Botelho, lançada em 15 de maio de 1897. Editada e impressa em Paris, com apresentação luxuosa, amplamente ilustrada com desenhos, gravuras e fotografias, 	em papel couché. Conforme seu editorial de lançamento, propunha-se a criar um novo tipo de publicação de variedades, de caráter artístico e literário, na forma de correio ilustrado.
Anunciava contar com a “colaboração literária dos melhores escritores do Brasil e Portugal, e ilustração artística dos mais notáveis desenhadores de Portugal, França, Inglaterra e Alemanha”. Teve a colaboração ativa de Eça de Queiroz.
De periodicidade quinzenal, os três primeiros números foram publicados mensalmente. Em novembro de 1898 seu formato foi ampliado e sua periodicidade passou a ser mensal. Cessou sua circulação em abril de 1899 (ano 3, n. 30).

## Números especiais
Ano 1, n. 10, de 20 de novembro de 1897, é dedicado a Eça de Queiroz.
Textos de Eduardo Prado, Maria Amália Vaz de Carvalho, o Conde de Arnoso, Jaime Batalha Reis, Trindade Coelho, Mariano Pina, Domício da Gama, Henrique Lopes de Mendonça, Abel Botelho e outros. Apresenta também a primeira edição da obra A Ilustre Casa de Ramires.
Ano 2, n. 13, de 15 de janeiro de 1898, é dedicado às rainhas de Portugal.
Ano 2, n. 14, de 1 de fevereiro de 1898, é dedicado ao Papa Leão XIII.